# Масови комуникации (Нов български университет)
 Тази статия е за департамента в Нов български университет.  Вижте също: Масова комуникация.
Департамент „Масови комуникации“ е един от първите департаменти на Нов български университет. Първата му учебно-квалификационна програма с четири курса по връзки с обществеността стартира на 11 март 1992 г. Следват програмите „Продуцентство в средствата за масова комуникация“ и „Персонифицирана аудиовизуална журналистика“.
През 1997 г. стартира магистърската програма „Управление на масовите комуникации“, която две години по-късно е последвана от програма „Управление на връзките с обществеността“. През 1999 г. е дадено началото и на докторската програма „Масови комуникации“.
От 1996 г. департаментът издава редовно „Годишник на департамент „Масови комуникации“. В него се представят дипломиращите се през годината бакалаври, магистри и докторанти, публикуват се научноизследователски трудове на студенти и преподаватели. От 2006 г. департаментът издава и електронен годишник.
Всяка година от 1999 г. насам департаментът организира лятна школа по връзки с обществеността, чиито доклади и обсъждания се документират и се качват на уебстраницата на университета.
През 2007 г. програмите на департамент „Масови комуникации“ получават акредитация за срок от шест години, а през 2013 г. за пореден пълен срок вече от пет години от Националната агенция за оценяване и акредитация.